# Niedzica
Niedzica (słow. Nedeca, węg. Nedec / Nedecz / Nyznecz, niem. Netzdorf / Nisitz) – wieś w Polsce położona w województwie małopolskim, w powiecie nowotarskim, w gminie Łapsze Niżne. Miejscowość położona jest u pd.-wsch. podnóży góry Cisówki (777 m) i Hombarku (743 m) – szczytów Pienin Spiskich.
W latach 1975–1998 miejscowość administracyjnie należała do województwa nowosądeckiego.
Graniczy z Czorsztynem, Starą Wsią, Łapszami Niżnymi, Niedzicą-Zamkiem i Kacwinem.
W jej okolicach znajduje się zapora wodna i Zalew Czorsztyński.

## Historia
Wieś została lokowana prawie niemieckim na początku XIV w. Pierwsza pisemna wzmianka o Niedzicy pochodzi z 1320 r. – jest to dokument potwierdzający sprzedaż wsi (poza Niedzicą także: Frydmana, Kacwina i Frankowej) przez Kokosza Berzewiczego. Nabywcami tych obszarów byli: brat Kokosza – mistrz Jan oraz jego syn Michał. Niewykluczone jednak, że wieś istniała już wcześniej. Ze wspomnianego okresu pochodzi także zamek Dunajec – warownia strzegąca granicy polsko-węgierskiej oraz wiodącego tędy szlaku handlowego, której właścicielem był także Kokosz Berzewiczy. Przez stulecia wieś stanowiła część państwa węgierskiego. Przez lata też jej losy były nierozerwalnie złączone z możnymi panującymi na zamku, czyli właścicielami tzw. dominium dunajeckiego. Poza Berzewiczymi można wymienić następujące rody: Drugethów, Zapolyów, Łaskich (jedyna polska rodzina), Joanellich, Horváthów, Salamonów. Ostatnią właścicielką zamku i okolicznych dóbr była hrabina Ilona Salamon.
Niedzica utrzymała polityczną przynależność do Węgier do 1918 r. Po rozpadzie Austro-Węgier została przyznana Polsce decyzją Rady Ambasadorów w Spa w 1920 r. Podczas II wojny światowej, w latach 1939–1945 włączona w obręb Słowacji. Po wojnie powróciła w granice Polski.
Do 1931 przetrwały w Niedzicy szczątkowe formy pańszczyzny, tzw. żelarki.
1 stycznia 2014 roku z Niedzicy wyłączono jej integralną część, przysiółek Zamek, który od tego dnia stanowi samodzielną wieś Niedzica-Zamek.

## Zabytki
- Kościół św. Bartłomieja z ok. 1320 r., w którym znajdują się: polichromie gotyckie z ok. 1410 r., tryptyk św. Bartłomieja (1452 r.), organy (ok. 1660 r.) oraz obraz Męczeństwo św. Bartłomieja (1770)
- Zamek w Niedzicy
- Cmentarz żydowski w Niedzicy

## Kultura
We wsi jest używana gwara spiska, zaliczana przez polskich językoznawców jako gwara dialektu małopolskiego języka polskiego, przez słowackich zaś jako gwara przejściowa polsko-słowacka. Tradycyjnym ubiorem był strój spiski w odmianie kacwińskiej.

## Turystyka
Na Polanie Sosny znajdującej się pomiędzy Dunajcem a szosą w kierunku Łysej nad Dunajcem znajduje się osada turystyczna z polem namiotowym, restauracją w dawnym dworze przeniesionym tutaj z Grywałdu, dwa pensjonaty, przystań wodna z wypożyczalnią, parking i ośrodek narciarski.

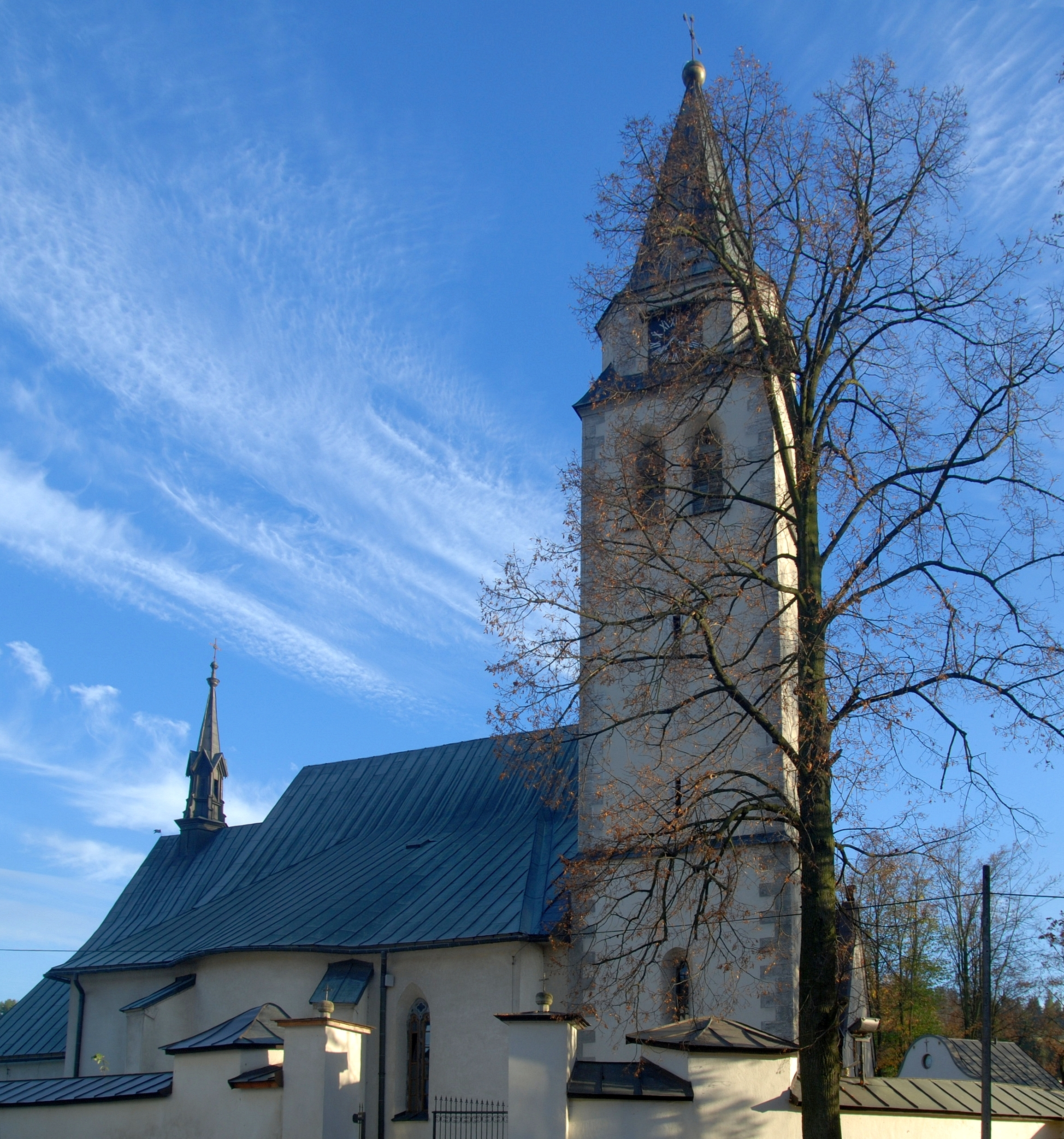
Kościół św. Bartłomieja